# روبرت أوستين (سياسي)
روبرت أوستين (بالإنجليزية: Robert Austen)‏ هو سياسي بريطاني، ولد في 1672، وتوفي في 1 أغسطس 1728. انتخب عضو مجلس النواب في البرلمان البريطاني عن دائرة Winchelsea (UK Parliament constituency) ‏ (1701 – 1702).